# Georg Waitz
Pour les articles homonymes, voir Waitz.
Georg Waitz né le 9 octobre 1813 à Flensbourg et mort le 24 mai 1886, est un historien et homme politique prussien. Waitz est souvent considéré comme le principal disciple de Leopold von Ranke, bien qu’intellectuellement et en général, il a plus d'affinités avec Georg Heinrich Pertz ou Friedrich Christoph Dahlmann. Son domaine de prédilection est l'histoire médiévale allemande, et il en sort rarement.

## Biographie
Il naît à Flensbourg, dans le duché de Schleswig, et fait ses études au gymnasium de Flensbourg et aux universités de Kiel et de Berlin. L'influence de Ranke le détourne rapidement de son objectif initial d'étudier le droit, et alors qu'il est encore étudiant, il commence des recherches sur l'histoire médiévale allemande qui sont l'œuvre de sa vie.
Après avoir obtenu son diplôme à Berlin en août 1836, Waitz se rend à Hanovre pour aider Pertz dans son vaste travail de publication de la Monumenta Germaniae historica ; et l'énergie et la volonté d'apprendre dont il fait preuve lui valent d'être promu à la chaire d'histoire de Kiel en 1842. Le jeune professeur s'intéresse bientôt à la politique et en 1846, il entre à l'assemblée provinciale comme représentant de son université. Ses penchants sont fortement allemands, de sorte qu'il devint quelque peu désagréable pour le gouvernement danois, ce qui rend une invitation en 1847 à devenir professeur d'histoire à Göttingen particulièrement attrayante.

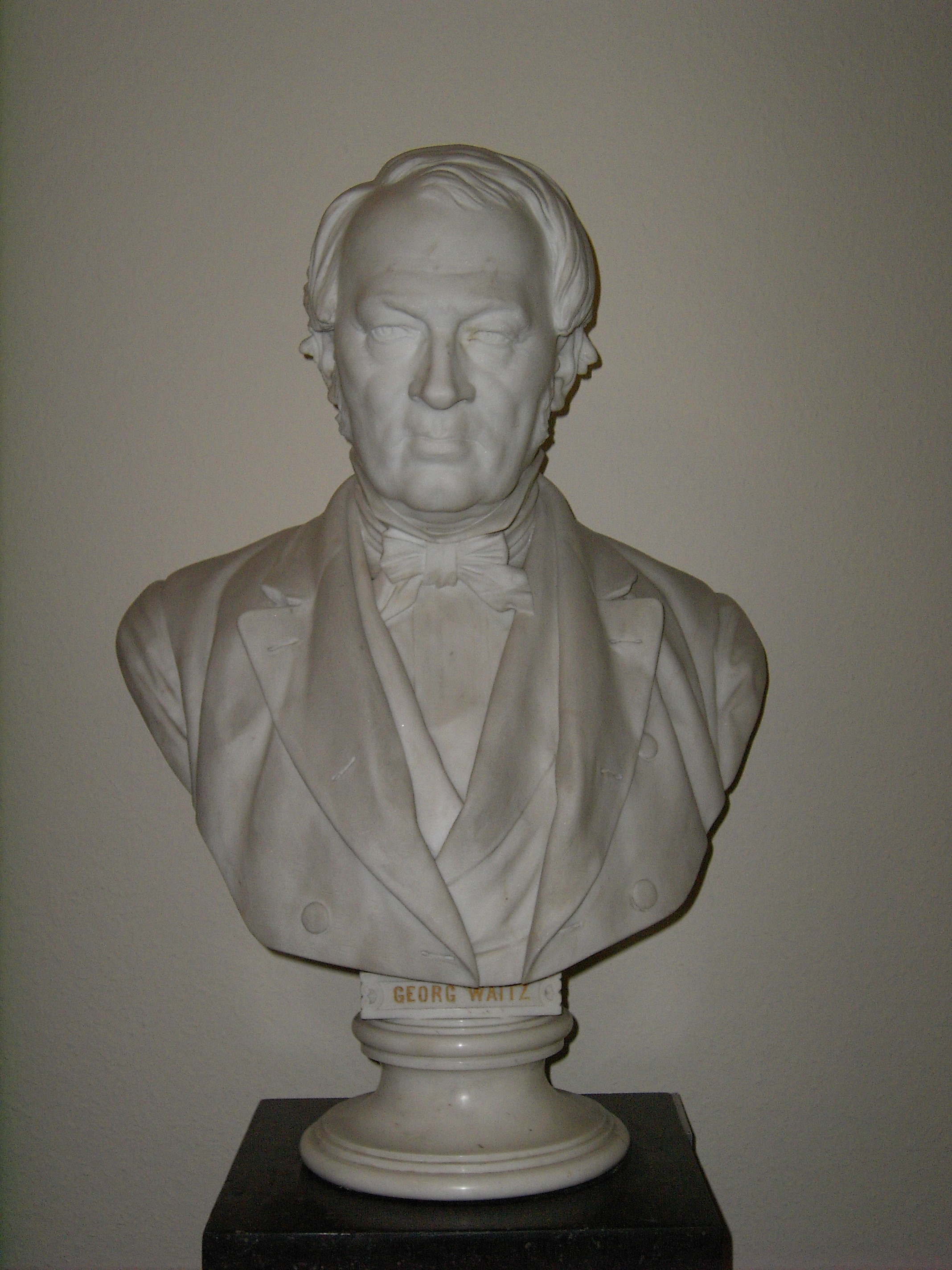
Buste de Georg Waitz.

Les événements politiques de 1848-1849 retardent cependant sa prise de fonction. Lorsque le parti allemand du Schleswig et le duché de Holstein se soulèvent contre le gouvernement danois lors de la première guerre de Schleswig, Waitz s'empresse de se mettre au service du gouvernement provisoire. Il est envoyé à Berlin pour y représenter les intérêts des duchés et, pendant son absence, il est élu député au Parlement de Francfort par Kiel. Waitz est partisan d'une union des États allemands sous un empereur allemand; mais lorsque le roi Frédéric-Guillaume IV refuse la couronne impériale, il se retire de l'assemblée, déçu, et met fin à sa participation active à la vie publique.
À l'automne 1849, Waitz commence ses cours à Göttingen. Son style oratoire est sec et sans intérêt; mais la matière de ses conférences est si pratique et son enseignement si solide que les étudiants se pressent dans son amphithéâtre, et la réputation de l'école historique de Göttingen en profite. Dans le même temps, Waitz publie de nombreuses œuvres et les comptes rendus des différentes sociétés historiques auxquelles il appartient.
En 1875, Waitz s'installe à Berlin pour succéder à Pertz en tant que principal rédacteur du Monumenta Germaniae historica. Malgré son âge, il se jette dans l'ouvrage avec toute sa vigueur d'antan et se rend en Angleterre, en France et en Italie pour rassembler des ouvrages conservés dans ces pays. Il meurt à Berlin le 24 mai 1886. Il se maria deux fois, en 1842 avec une fille du philosophe Schelling et en 1858 avec une fille du général Jakob von Hartmann.
Le violoniste Joseph Joachim assiste au cours de Waitz en 1853.

## Œuvres
Les principales œuvres de Waitz, outre ses contributions à la Monumenta, sont:
- Deutsche Verfassungsgeschichte (8 volumes, Kiel, 1844–1878; 2e éd., 2 volumes uniquement, 1865–1870)
- Schleswig-Holsteins Geschichte (2 vols, Göttingen, 1851–1854; le 3e volume n'a jamais été publié)
- Lübeck unter Jürgen Wullenwever und die europäische Politik (3 vols; Berlin, 1855–1856)
- Grundzüge der Politik (Kiel, 1862)

Parmi ses œuvres plus mineures, qui indiquent cependant la ligne de ses recherches, on peut citer:
- Jahrbücher des deutschen Reichs unter Heinrich I. (Berlin, 1837, 3e éd., 1885)
- Über das Leben und die Lehre des Ulfila (Hanovre, 1840)
- Das alte Recht der salischen Franken (Kiel, 1846)
- Deutsche Kaiser von Karl dem Grossen bis Maximilian (Berlin, 1872)

En collaboration avec d'autres chercheurs, Waitz a joué un rôle de premier plan dans la publication du Forschungen zur deutschen Geschichte (Munich, 1862 et suiv.) Et dans le Nordalbingische Studien, publié dans les Actes de la Société historique du Schleswig-Holstein (Kiel, 1844– 1851). A Bibliographische Übersicht über Waitz's Werke a été publié par Ernst Steindorff à Göttingen en 1886.
Les notices nécrologiques de Waitz se trouvent dans l'Historische Zeitschrift, nouvelle série, vol. xx .; dans les publications pour 1886 de la Berlin Academie der Wissenschaften, de la Göttingen Gesellschaft der Wissenschaften et du Hansischer Geschichtsverein ; dans l' Historisches Jahrbuch der Görres Gesellschaft, vol. viii .; et dans la Revue historique, vol. xxxi.